# Sammie Henson
Sammie Henson (n. 1 ianuarie 1971, Saint Louis, Missouri, SUA) este un luptător ce a reprezentat Statele Unite ale Americii, medaliat olimpic. A participat la o ediție a Jocurilor Olimpice (2000) în care a câștigat o medalie de argint.

## Participări
Lista de mai jos prezintă principalele competiții la care a participat Sammie Henson de-a lungul carierei.
- wrestling at the 2000 Summer Olympics – men's freestyle 54 kg[*]